# Max van der Meulen
Max van der Meulen, né le 13 janvier 2004 à Utrecht, est un coureur cycliste néerlandais. Il est membre de l'équipe CTF Victorious.

## Biographie
Max van der Meulen est né en janvier 2004 à Utrecht. Il passe toutefois la majorité de son enfance à La Haye. Son père et son grand-père sont eux-mêmes d'anciens coureurs cyclistes. Dans un premier temps, il joue d'abord au football dans un club local. Il commence pourtant à s'intéresser au cyclisme, notamment à l'occasion du Tour d'Espagne 2015, où il suit les performances de son compatriote Tom Dumoulin,. Après une courte hésitation, il se lance finalement dans ce sport à l'âge de douze ans.  
Lors de la saison 2022, il se distingue en étant l'un des meilleurs juniors mondiaux. Actif au niveau international, il remporte trois courses par étapes, dont deux inscrites au calendrier de la Coupe des Nations Juniors. Il s'impose également sur la Classique des Alpes juniors, après un raid en solitaire. La même année, il termine quatrième du Tour des Flandres juniors, ou encore cinquième du Tour du Pays de Vaud et du championnat d'Europe juniors. Il représente par ailleurs son pays au championnat du monde juniors, disputé à Wollongong. Annoncé comme l'un des favoris, il perd toutes ses chances en raison d'une chute.
Ses bons résultats suscitent l'intérêt de plusieurs équipes. Au milieu de ces offres, il décide d'intégrer la réserve de l'équipe dsm-firmenich PostNL en 2023. Sous les couleurs cette structure, il finit sixième de Paris-Roubaix espoirs. Il participe également à plusieurs compétitions professionnelles, avec pour meilleur résultat une quinzième place sur la Volta Limburg Classic. 
En septembre 2023, il est annoncé que Van der Meulen deviendra professionnel chez Bahrain-Victorious en 2025. Bien qu'il eût l'intention de devenir professionnel avec dsm-firmenich PostNL, Bahrain Victorious lui a offert cette opportunité sur une base accélérée, qu'il n'a pas refusé. Il intègre ainsi l'équipe continentale CTF Victorious en 2024, elle-même liée à la formation bahreïnie. Le 17 mars, il se classe deuxième du Grand Prix Slovenian Istria. Il s'impose ensuite sur une étape de la Ronde de l'Isard au mois de mai. 

## Palmarès et résultats

### Palmarès par année
- 2021
  - La BerCycle Classic  :
    - Classement général
    - 2e étape

  - 2e du Sint-Martinusprijs Kontich
- 2022
  - Classique des Alpes juniors
  - Medzinárodné Dubnica nad Váhom :
    - Classement général
    - 2e et 3e étapes

  - Watersley junior Challenge :
    - Classement général
    - 1re étape

  - 3e étape d'Aubel-Thimister-Stavelot
  - Tour de DMZ :
    - Classement général
    - 3e étape

  - 2e d'Aubel-Thimister-Stavelot
  - 5e du championnat d'Europe sur route juniors
- 2024
  - 2e étape de la Ronde de l'Isard
  - 2e du Grand Prix Slovenian Istria
  - 3e de Zanè-Monte Cengio

### Classements mondiaux
| Année                                 | 2023  | 2024  |
| ------------------------------------- | ----- | ----- |
| Classement mondial                    | 2176e | 1209e |
| UCI Europe Tour                       | 1344e | nc    |
|                                       |       |       |
| Légende : nc = non classéSource : UCI |       |       |